# Vogt-Plastic
Die Vogt-Plastic GmbH ist ein deutsches Unternehmen mit Sitz in Rheinfelden (Baden).
Vogt-Plastic verwertet an den Standorten Rheinfelden, Rickenbach, Hottingen und Premnitz die Verpackungsabfälle von rund sechs Millionen Menschen zu industriellen Rohstoffen. Der Schwerpunkt liegt auf der Produktion von Regranulaten, die der kunststoffverarbeitenden Industrie als Alternative zu Kunststoffneuware dienen. Hauptsächlich werden Polyethylen-, Polypropylen-, Polystyrol- und Polyolefincompounds hergestellt. In der Kuppelproduktion entstehen Rohstoffe für die Stahl-, Aluminium- und Papierindustrie.
Die gebrauchten Verpackungen fallen überwiegend in deutschen Haushalten an und werden über die dualen Systeme (Gelber Sack oder Gelbe Tonne) bereitgestellt.
Der Umsatz lag 2021 bei 101 Millionen Euro. Das Unternehmen wird von den Geschäftsführern Andreas und Dominik Vogt geleitet. Vogt-Plastic hat knapp 300 Beschäftigte.

## Geschichte
Das Unternehmen wurde 1978 von Josef Vogt in Rickenbach gegründet. Der Standort Premnitz entstand 2004 durch Übernahme der Zentrifugentechnik eines insolventen Teppichrecyclingwerkes. Nachdem 2010 bereits eine Produktionsstädte nach Rheinfelden in Betrieb genommen worden war, wurde 2015 auch der Hauptsitz dorthin verlegt.
Brände auf dem Werksgelände in Rheinfelden im Juni 2012 und in Rickenbach-Hottingen im August 2021 verursachten Schäden in jeweils sechsstelliger Höhe. Dagegen endete ein Brand im Januar 2023 mit einem vergleichsweise geringen Sachschaden von rund 20.000 Euro.